# All the Things You Are
«All the Things You Are» es una canción interpretada por el cantante estadounidense Michael Jackson, incluida en su tercer álbum de estudio, Music & Me, lanzado en 1973 bajo el sello discográfico Motown. La canción, escrita por Jerry Marcellino y Mel Larson, destaca por su emotiva interpretación y su producción sofisticada, siendo uno de los temas que ilustran la madurez artística que Jackson estaba comenzando a mostrar a temprana edad.

## Composición y Producción
All the Things You Are es una balada en la tonalidad de Mi mayor (E major), caracterizada por una estructura armónica rica y un arreglo orquestal que complementa la voz de Michael Jackson. La canción fue compuesta por Jerry Marcellino y Mel Larson, dos compositores y productores que trabajaron extensamente con artistas de Motown durante la década de 1970. Su enfoque en la melodía y el sentimiento se evidencia en la construcción de la canción, que se enfoca en resaltar la capacidad vocal de Jackson para transmitir emoción.
La producción estuvo a cargo de The Corporation, un equipo de prefuciónque incluía a figuras clave como Berry Gordy, Freddie Perren, Alphonzo Mizell y Deke Richards. Estos productores jugaron un papel crucial en el desarrollo del sonido de Jackson durante sus primeros años como solista. La grabación de la canción tuvo lugar en diciembre de 1972 en los estudios de Motown en Los Ángeles, California, utilizando técnicas de grabación avanzadas para la época, como la mezcla de múltiples pistas vocales para crear un efecto de coro.

## Grabación y Arreglos
La estructura de All the Things You Are refleja la habilidad de The Corporation para crear baladas que son tanto emocionalmente resonantes como accesibles para el público general. Los arreglos orquestales, creados por Gene Page, incluyen secciones de cuerdas que aportan una profundidad adicional a la canción, mientras que la percusión y el bajo, interpretados por músicos de sesión de Motown, proporcionan una base rítmica sólida. La grabación se realizó con un enfoque en capturar la claridad y la potencia de la voz de Jackson, permitiendo que cada matiz de su interpretación fuera audiblemente distinto.
El proceso de mezcla, realizado por Russ Terrana, fue esencial para lograr el equilibrio perfecto entre la voz de Jackson y los arreglos instrumentales. Terrana, conocido por su habilidad para mezclar grabaciones de alto perfil, se aseguró de que la canción tuviera un sonido limpio y profesional, con cada elemento claramente definido en la mezcla final.

## Letra y Temática
La letra de All the Things You Are explora temas de amor, devoción y admiración, describiendo los sentimientos de alguien que está profundamente enamorado y que valora cada aspecto de la persona amada. La canción se destaca por su sinceridad emocional, algo que Michael Jackson fue capaz de transmitir incluso a una edad temprana. A través de su interpretación, Jackson logra capturar la esencia de la letra, haciendo que cada palabra suene auténtica y llena de significado.
La simplicidad de la letra se ve compensada por la complejidad del arreglo musical, lo que da lugar a una canción que es a la vez accesible y sofisticada. Esta combinación de simplicidad lírica y complejidad musical es una de las características que distingue a All the Things You Are dentro del catálogo de Michael Jackson, especialmente en el contexto de su álbum Music & Me.

## Recepción y Legado
Aunque All the Things You Are no fue lanzada como sencillo, la canción recibió elogios por parte de los críticos por su belleza melódica y la interpretación vocal de Michael Jackson. En las reseñas contemporáneas, los críticos notaron que Jackson, a pesar de su juventud, ya demostraba una habilidad notable para interpretar canciones con una profundidad emocional que era rara en artistas de su edad.
En años posteriores, All the Things You Are ha sido reconocida como una de las canciones subestimadas en el repertorio de Jackson. Los fanáticos y críticos a menudo la señalan como una de las joyas ocultas de su catálogo, apreciada por su lirismo y la sofisticación de su producción. Además, la canción es vista como un ejemplo del potencial de Jackson en los primeros años de su carrera, presagiando la grandeza que alcanzaría en la década siguiente.

## Personal
- Michael Jackson – voz principal;
- Jerry Marcellino – compositor, productor;
- Mel Larson – compositor, productor;
- The Corporation:
- Berry Gordy, Freddie Perren, Alphonzo Mizell, Deke Richards – producción, arreglos;

- Gene Page – arreglos de cuerdas;
- James Jamerson – bajo;
- Eddie "Bongo" Brown – percusión;
- Russ Terrana – mezcla;
- Motown Sound – instrumentación adicional